# Conus papilionaceus
Conus papilionaceus é uma espécie de gastrópode do gênero Conus, pertencente à família Conidae.